# Cryptodiaspis conservans
Cryptodiaspis conservans är en insektsart som beskrevs av Karl Hermann Leonhard Lindinger 1909. Cryptodiaspis conservans ingår i släktet Cryptodiaspis och familjen pansarsköldlöss.
Artens utbredningsområde är Kamerun. Inga underarter finns listade i Catalogue of Life.